# Christian Gautier
Pour les articles homonymes, voir Gautier.
Christian Gautier est un professeur d'université né le 15 juin 1949,. Il a contribué à l'essor de la bio-informatique en France.